# Barron (Wisconsin)
Barron è una città degli Stati Uniti d'America, situata in Wisconsin, nella Contea di Barron, della quale è anche il capoluogo.